# Блекбалси
Блекбалси (вариант - Блэкбалси), Черноморско-Балтийское генеральное страховое акционерное общество (от англ. Black Sea and Baltic General Insurance Company Limited - BLACKBALSEA) — страховая компания, созданная советскими организациями в Великобритании в 1924 году для обеспечения внешней торговли СССР с Западной Европой.
В течение многих лет компания успешно работала на мировом рынке страхования. Однако в 1998 году компания была вынуждена объявить о своём банкротстве. Основной причиной банкротства явились операции цессии и ретроцессии, связанные с перестрахованием асбестовых рисков.

## Основные этапы деятельности общества

### Начальный этап
Датой рождения Черноморско-Балтийского генерального страхового общества (Блекбалси) принято считать 2 марта 1925 года. В этот день было получено решение английского правительства по поводу учреждения и открытия в Лондоне советской стороной страховой компании, которая должна была страховать транспортные и огневые риски. Общество было создано на базе приобретённого английского общества Trafalgar с капиталом в 100000 фунтов стерлингов. Официально на данном этапе акционерами стали: Госстрах РСФСР (65 %), Наркомвнешторг (30 %) и Общество потребкооперации (5 %).
Общество первоначально располагалось в центре Лондонского Сити по адресу: Фенчёрч-стрит (Fenchurch Street), 106.
За свою многолетнюю историю Блекбалси пережило множество взлётов и падений. Одно из них — уже через год после создания общества вследствие резкого ухудшения российско-британских отношений, что привело к очень сильному сокращению страховых операций.

### Годы Второй мировой войны
В годы Второй мировой войны деятельность общества широко развернулась. Блекбалси страховало поставки стран-союзниц в СССР вооружения и поставок по ленд-лизу и обратные поставки в основном золота и леса в оплату полученных Советским Союзом авансов.

### Послевоенные годы
В послевоенный период общество непрерывно расширяло объём страховых операций, что привело к открытию филиалов и представительств Блекбалси в Париже и других странах. Общество занималось в основном прямым страхованием советского импорта из Англии, США и Канады, а также перестрахованием в Лондоне операций Ингосстраха.
В конце 1950-х и начале 1960-х годов было принято решение о более глубоком внедрении на лондонский страховой рынок. География договоров страхования и перестрахования резко увеличилась. В результате в середине 1960-х годов на общество свалились огромные убытки. Вызваны они были в основном последствиями урагана Бетси (Hurricane Betsy), который обрушился на США в октябре 1965 года. Общая сумма убытков от этого урагана составила около 1,5 млрд долларов США. В результате этих убытков обанкротилось несколько американских и английских страховых компаний, разорилось несколько синдикатов Ллойда. Для выправления финансового состояния общества было принято решение об увеличении уставного капитала Блекбалси. В 1976 году уставный капитал Блекбалси был увеличен до 1,9 млн фунтов стерлингов.

### Последние годы деятельности
В 1970-е годы Блебалси продолжал политику расширения рисков, принимаемых в страхование и перестрахование рисков, в том числе страхование ответственности товаропроизводителей. В начале 1980-х годов была обнаружена связь между асбестосодержащими изделиями и раком лёгких. В результате на страховые компании, страховавшие риск ответственности товаропроизводителей асбестовых изделий, обрушился поток требований по компенсации от родственников погибших от этого заболевания. Общество Блекбалси, как перестраховщик, оказался затронутым всеми этими убытками.
Претензии по асбестовым рискам растянулись на длительный период. Несмотря на попытки финансового оздоровления общества, которые давали положительный эффект до середины 1990-х годов, в конце концов общество Блекбалси приняло процедуру банкротства и в 2003 году его деятельность была прекращена.